# Quênia nos Jogos Olímpicos
O Quênia participou pela primeira vez dos Jogos Olímpicos em 1956, e enviou atletas para competirem em todas as edições dos Jogos Olímpicos de Verão desde então, exceto pelos boicotados Jogos de 1976 e de 1980. O Quênia também participa dos Jogos Olímpicos de Inverno desde 1998. Atletas quenianos ganharam um total de 86 medalhas, todas no Atletismo e no Boxe. No atletismo, o país domina em corridas de meio-fundo e fundo, que contabilizam 87 das 93 medalhas conquistadas (as outras foram duas nos 400 metros rasos, duas no 4 x 400 metros estafetas, uma nos 400 metros com barreiras e uma no lançamento de dardo).
O Comité Olímpico Nacional do Quênia é o National Olympic Committee Kenya, e foi fundado em 1955.

## Quadro de Medalhas

### Medalhas por Jogos de Verão
| Jogos                 | Ouro           | Prata          | Bronze         | Total          |
| 1956 Melbourne        | 0              | 0              | 0              | 0              |
| 1960 Roma             | 0              | 0              | 0              | 0              |
| 1964 Tóquio           | 0              | 0              | 1              | 1              |
| 1968 Cidade do México | 3              | 4              | 2              | 9              |
| 1972 Munique          | 2              | 3              | 4              | 9              |
| 1976 Montreal         | não participou | não participou | não participou | não participou |
| 1980 Moscou           | não participou | não participou | não participou | não participou |
| 1984 Los Angeles      | 1              | 0              | 2              | 3              |
| 1988 Seul             | 5              | 2              | 2              | 9              |
| 1992 Barcelona        | 2              | 4              | 2              | 8              |
| 1996 Atlanta          | 1              | 4              | 3              | 8              |
| 2000 Sydney           | 2              | 3              | 2              | 7              |
| 2004 Atenas           | 1              | 4              | 2              | 7              |
| 2008 Pequim           | 6              | 4              | 4              | 14             |
| 2012 Londres          | 2              | 4              | 6              | 12             |
| 2016 Rio              | 6              | 6              | 1              | 13             |
| Total                 | 31             | 38             | 31             | 100            |

### Medalhas por Esportes
| Esporte   | Ouro | Prata | Bronze | Total |
| Atletismo | 30   | 37    | 26     | 93    |
| Boxe      | 1    | 1     | 5      | 7     |
| Total     | 31   | 38    | 31     | 100   |